# 陸琰
陸 琰（りく えん、540年 - 573年）は、南朝陳の文人・官僚。字は温玉。本貫は呉郡呉県。

## 経歴
梁の中軍宣城王記室参軍の陸令公（陸雲公の兄）の子として生まれた。幼くして父を失い、学問を好んだ。州により秀才に挙げられた。宣恵始興王行参軍を初任とし、法曹外兵参軍となり、嘉徳殿学士として宿直した。博学で歴史や古典に詳しく、占いを得意として、陳の文帝の側近として仕えた。まもなく通直散騎常侍を兼ね、王厚を主使とする北斉への使節で副使となった。王厚が鄴で病没すると、陸琰は代わって主使をつとめた。帰国すると雲麾新安王主簿となり、安成王長史に転じ、寧遠府記室参軍となった。太建元年（569年）、武陵王明威府功曹史となり、東宮管記を兼ねた。母が死去したため、官を去って喪に服した。
太建5年（573年）、死去した。享年は34。至徳2年（584年）、司農卿の位を追贈された。
残された文章は多くなかったため、南朝陳の後主がかれの遺文を探し求めさせ、2巻にまとめさせた。弟に陸瑜があった。

## 伝記資料
- 『陳書』巻34 列伝第28
- 『南史』巻48 列伝第38